# Fernão Peres de Andrade, o Moço
Fernão Peres de Andrade, o Moço, foi um nobre medieval pertencente à ilustre casa dos Andrade, foi senhor de Pontedeume, Ferrol e Vilalba de 1441 a 1470, ano de sua morte.

## Relações familiares
Foi filho de Nuno Freire de Andrade, o Mau (?-1431), este que foi também senhor de Pontedeume, Ferrol e Vilalba e Beatriz de Valdês, neto paterno do segundo senhor da Casa de Andrade Pedro Fernandes de Andrade e Mencia de Meira. Casou-se com Maria de Moscoso e tiveram:
- Diego de Andrade,
- Pedro Fernandes de Andrade,
- Fernando Peres de Andrade.